# Список заслуженных артистов Латвийской ССР
Список заслуженных артистов Латвийской ССР
Ниже приведён список заслуженных артистов Латвийской ССР по годам присвоения звания.

## 1940-е

### 1942
- Рудолфс Янович Берзиньш (1881—1949) — артист оперы (драматический тенор) и драмы, камерный певец, режиссёр, педагог
- Олга Андреевна Леяскалне (1904—1980) — актриса
- Элфрида Яновна Пакуле (1912—1991) — оперная певица (колоратурное сопрано)

### 1943
- Леонид Давыдович Заходник[1] (1912—1988) — оперный певец, педагог

### 1945
- Александра Силантьевна Александрова-Нитавская (1905—1982) — актриса
- Александр Семёнович Астаров (1890—1956) — актёр
- Паула Карловна Балтабола (1891—1978) — актриса
- Николай Сергеевич Барабанов (1890—1970) — актёр
- Лилита Берзиня (1903—1983) — актриса
- Александр Михайлович Дашков (1914—2004) — оперный певец (бас)
- Жанис Микеливич Катлапс (1907—1968) — актёр
- Вера Яновна Крампе (1907—1977) — оперная певица (сопрано)
- Лидия Никитична Мельникова (1879—1955) — актриса
- Пётр Григорьевич Миловидов — директор Рижского цирка
- Янис Аугустович Осис (1895—1973) — актёр
- Артурс Юрьевич Филипсонс (1906—1950) — актёр
- Мирдза Карловна Шмитхене (1887—1978) — актриса
- Людмила Екабовна Шпилберга (1886—1947) — актриса
- Лилия Эрика (1893—1981) — актриса
- Элла Яновна Якобсоне (1885—1958) — актриса

### 1947
- Элвира Кришьяновна Брамберга (1902—1979) — актриса
- Герман Израильевич Браун (1918—1979) — пианист, педагог
- Екатерина Осиповна Бунчук (1895—1968) — актриса
- Эмилия Яновна Виестуре (1891—1947) — актриса
- Александр Карлович Вилюманис (1910—1980) — оперный певец, профессор
- Александр Петрович Денисов (1902) — актёр
- Рихардс Кришьянович Зандерсонс (1910—1981) — актёр, режиссёр
- Эдгарс Янович Зиле (1908—1986) — актёр
- Анта Клинтс (1893—1970) — актриса
- Геннадий Петрович Крылов (1915—1982) — концертмейстер; баянист
- Леонид Янович Лейманис (1910—1974) — кинорежиссёр
- Анна Эрнестовна Лудиня (1906—1998) — актриса
- Арвидс Карлович Озолиньш (1908—1996) — артист балета
- Борис Индрикович Праудин (1908—1975) — театральный режиссёр
- Михаил Александрович Пярн (1904—1991) — театральный режиссёр
- Борис Германович Рощин (1897—1963) — режиссёр
- Шмитс, Луйс (1907—1985) — актёр

### 1948
- Марина Лукьяновна Яцына (1913 -?) — певица

### 1949
- Луция Албертовна Баумане (1905—1988) — актриса
- Эвалдс Янович Берзинскис (1891—1968) — виолончелист
- Рудолфс Микелевич Варкалис (1875—1966) — актёр
- Янис Матисович Грантиньш (1909—1974) — актёр
- Хербертс Вильгельмович Зоммерс (1895—1983) — актёр
- Милда Юльевна Клетниеце (1915—2008) — актриса
- Петерис Янович Луцис (1907—1991) — актёр
- Николай Янович Мурниекс (1904—1977) — режиссёр, театральный педагог
- Клементина Богуславовна Хибшова (1882—1957) — арфистка
- Волдемарс Карлович Шварцс (1884—1957) — актёр
- Эмма Яновна Эзериня (1898—1967) — актриса

## 1950-е

### 1950
- Алфредс Екабович Видениекс (1908—2002) — актёр
- Владимир Яковлевич Глухов (1915—1996) — актёр
- Лилия Петровна Жвигуле (1902—1993) — актриса
- Михаил Николаевич Зиновьев (1893—1966)
- Креслиньш, Освальд (1911—1974) — актёр
- Кронберга, Эльвира Ансовна (1910—1978) — актриса
- Анце Силновска (1892—1982) — актриса
- Ольга Владимировна Скибинская-Фариновская (1902—1954) — актриса
- Виктория Ивановна Топоркова (1920—?) — актриса
- Николай Владимирович Фарин-Фариновский (1898—1985) — актёр
- Артур Фрицевич Фринберг(1916—1984) — певец
- Янис Эмильевич Хунхенс (1910—1986) — дирижёр
- Вольдемар Янович Чобур (1910—1981) — актёр
- Арвид Кришевич Янсонс (1914—1984) — дирижёр

### 1951
- Анна Аугустовна Приеде (1920—2007) — артистка балета

### 1952
- Анатолий Александрович Клячин (1921—1983)
- Иван Степанович Шеховцов (1922)

### 1954
- Лудвигс Винцентович Барс (1911—1973) — актёр
- Елизавета Дмитриевна Ветрова-Коренева (1918—?) — актриса
- Велта Эйновна Вилциня (1928—1995) — артистка балета[2]
- Жермена Леопольдовна Гейне-Вагнере (1923—2017) — певица (лирико-драматическое сопрано)[3]
- Петерис Петрович Гравелис (1919—1995) — оперный певец (баритон)
- Зигрида Альбертовна Грисле (1911—1975) — актриса
- Вера Петровна Давидоне (1923—2006) — оперная певица
- Карпс Павлович Клетниекс (1910—1992) — актёр
- Арвидс Янович Клявиньш (1911—1963) — дирижёр
- Олга Ансовна Круминя (1909—1992) — актриса
- Вильгельм Людвигович Кумбергс (1884—1956) — контрабасист
- Велта Мартыновна Лине (1923—2012) — актриса
- Антонас Игнатьевич Маркунас (Антонио; 1915—1977) — артист цирка, клоун
- Казимир Петрович Плучс (Роланд; 1894—1975) — артист цирка, клоун
- Янина Дмитриевна Панкрате (1924—1997) — артистка балета
- Осип Антонович Петровскис (1904—?) — певец (тенор)
- Эдгарс Янович Плуксна (1908—1994) — певец (тенор)
- Лида Яновна Рубене (9 октября 1926 — 9 сентября 1997) — скрипачка[4]
- Висвалдис Силениекс (1898—1960) — актёр
- Арнолдс Янович Скара (1907—1987) — оперный певец (тенор)
- Лидия Эдуардовна Фреймане (1920—1992) — актриса
- Вячеслав Иванович Широков (1914—1968) — певец (бас)
- Алексис Карлович Шлискевич (Леандро; 1904—1969) — артист цирка, клоун
- Алфредс Игнатьевич Яунушанс (1919—2008) — актёр, режиссёр

### 1955
- Элвира Яновна Балдиня (1919—2025) — актриса
- Элза Баруне (1909—1974) — актриса
- Эрнестс Янович Бертовскис (1924—1996) — виолончелист
- Жения Сергеевна Бругане (1903—1985) — арфистка
- Гиртс Юрьевич Бумбиерис (1894—1973) — актёр
- Лидия Михайловна Бутина-Радченко (1907—1978) — актриса
- Вилис Юлиусович Вернерс (1906—1997) — актёр
- Георгий Андреевич Гладких (1922—1992) — актёр, народный артист РСФСР
- Альберт Янович Далга (1913 -?) — актёр
- Рудольф Николаевич Дамбран (1924—1984?) — актёр
- Артур Карлович Димитерс (1915—1986) — актёр
- Марина Зирдзиня (1912—1990) — актриса
- Алла Афанасьевна Исаева (1924) — актриса
- Калейс, Артур (1907—1999) — актёр театра и кино
- Виктор Алексеевич Коробков (1946[уточнить]) — солист ансамбля песни и пляски Рижского Окружного дома офицеров
- Сергей Ильич Курлаев (1926) — солист ансамбля песни и пляски Рижского Окружного дома офицеров
- Александр Янович Лембергс (1921—1985) — балетмейстер[5]
- Артурс Екабрвич Мадревичс (1901—1975) — скрипач
- Мисиньш, Харий (1917—1984) — актёр
- Арведс Карлович Михелсонс (1886—1961) — актёр
- Александр Михайлович Озеров (1911 -?) — актёр
- Бернхардс Карлович Приедитис (1900—1971) — актёр
- Игнатий Фёдорович Разуваев (1893—1958) — певец
- Сингаевская, Вера Филипповна (1923—2014) — актриса
- Николай Семёнович Спивак (1926)
- Николай Иванович Терехов (1906—1970)
- Евгения Павловна Томгорова (1915—?) — актриса
- Малвине Кришьяновна Устубе (1908—1995) — актриса

### 1956
- Алма Абеле (1907—1984) актриса театра и кино.
- Артмане, Вия Фрицевна (1929—2008) — актриса
- Аустра Карловна Балдоне (1898—1971) — актриса
- Буне, Ирма Яновна (1911—1995) — актриса
- Херманис Ваздикс (1906—1994) — актёр
- Валтерс, Эвалдс (1894—1994) — актёр
- Мартиньш Фрицевич Вердиньш (1898—1979) — актёр
- Янис Микелевич Граудс (1904—1978) — солист балета
- Индулис Эдуардович Далманис (1922—1983) — скрипач
- Арвидс Фрицевич Звагулис (1920—2016) — скрипач
- Краснопёров, Иван Мефодьевич (1911—1989) — гобоист[6]
- Рудольф Петрович Крейцумс (1900—1971) — актёр
- Янис Логинович Кубилис (1923) — актёр
- Артурс Янович Лепе (1911—1976) — оперный певец
- Эдуардс Карлович Меднис (1907—1993) — кларнетист[7]
- Чеслав Эдуардович Михневич (1906—1979) — актёр
- Бенита Аугустовна Озолиня (1903—1984) — актриса
- Эвалдс Андреевич Озолс (1909—1981) — скрипач
- Эльза Яновна Радзиня (1917—2005), актриса театра и кино
- Михаил Васильевич Рудин (1893—1961) — актёр
- Карлис Карлович Себрис (1914—2009) — актёр
- Виталий Станиславович Станьков (1921—1984) — трубач[8]
- Бернхардс Мартынович Тилтиньш (1913—1989) — альтист
- Янис Янович Упениекс[9] (1888—1974) — музыкант
- Регина Станиславовна Фринберга (1928) — оперная певица, педагог
- Вилма Яновна Цируле (1923—2018) — пианистка
- Владимир Петрович Цуканов (1929—2021) — солист балета, балетмейстер
- Владимир Александрович Шаховской (1906—1977) — актёр
- Карлис Давыдович Штралс (1893—1965)
- Эдуардс Андреевич Якобсонс (1895—1962)

### 1957
- Ефим Михайлович Кушнир (1907—1963) — певец оперетты
- Георгий Петрович Царёв (1915—1957) — актёр

### 1958
- Агрий Робертович Аугшкап (1925—2006) — актёр
- Эмилия Карловна Берзиня (1903—1970) — актриса
- Арвидс Ансович Бриедис (1907—1958) — актёр
- Горин, Пётр Петрович (1930—2008) — актёр
- Николай Митрофанович Гринёв (1916 — после 1985) — певец
- Валентин Иванович Давиденко — певец
- Бронислав Сильвестрович Дзерук (1916—1977) — актёр
- Карлис Карлович Изартс (1894—1966) — тромбонист, педагог
- Анна Петровна Ковалёва (1919—1997) — актриса
- Юрий Николаевич Коноваленко (1928—1994) — танцор
- Евгения Николаевна Крылова (1925) — актриса
- Харий Янович Лиепиньш (1927—1998) — актёр
- Таливалдис Густавович Мациевскис (1926—1981) — актёр
- Ирмгарде Алфредовна Митревице (1909—1994) — актриса
- Густав Фрицевич Нейманис (1894—1961) — певец
- Карлис Петрович Пабрикс (1898—1977) — актёр
- Мария Александровна Подгурская (1924—1979) — актриса
- Харалдс Алфредович Ритенбергс (1932) — солист балета
- Николай Митрофанович Савков (1922) — дирижёр
- Георгий Петрович Тимофеев (1916—1991) — актёр
- Борис Цоневич Тихов (1920—2002) — актёр
- Вахтанг Давыдович Турманидзе (1916—1997) — актёр
- Микелис Микелевич Фишерс (1915—1983) — певец
- Павел Осипович Хомский (1925—2016) — театральный режиссёр
- Вера Николаевна Швецова (1929) — балерина
- Амалия Карловна Яунвалка (1908—1994) — актриса

### 1959
- Петерис Янович Аболкалнс (1896—1970) — певец (тенор)
- Елена Николаевна Вилюмане (1908—1996) — пианистка, оперный концертмейстер
- Инара Карловна Гинтере (1934) — балерина
- Арнольд Янович Екабсонс (1902—1969) — певец (тенор)
- Екатерина Васильевна Киселёва (1900 -?) — актриса
- Эдуард Карлович Павулс (1929—2006) — актёр
- Юрий Николаевич Петровский (1905—?) — актёр
- Янис Адолфович Тис (1921—1980) — виолончелист

## 1960-е

### 1960
- Александр Григорьевич Бессонов (1919—?) — актёр
- Дзидра Артуровна Ритенберга (1928—2003) — актриса, режиссёр
- Расма Микелевна Рога (1925—2012) — актриса

### 1961
- Эдгарс Эрнестович Звея (1924—1986) — певец

### 1962
- Сергей Порфирьевич Васильев (1909—1977)
- Ария Робертовна Пельше (1912—1985) — актриса
- Вероника Яновна Пилане (1929—2006) — певица, колоратурное сопрано
- Зинаида Павловна Смирнова (1919—?)

### 1963
- Айя Артуровна Баумане (1932)
- Валентин Тихонович Блинов (1928—2005), артист балета, хореограф и педагог
- Жагата, Улдис Вилюмович (1928—2015), артист балета, хореограф

### 1964
- София Артемьевна Демьянова (1921—?)
- Пётр Юдович Иванов (1892—?)
- Зента Робертовна Лепе (1925—?)
- Александр Иванович Матросов (1927)

### 1965
- Таливалдис Петрович Аболиньш (1932—1991) — актёр
- Майгурс Юльевич Андерманис (1922—2011) — певец (баритон)
- Лайма Карловна Андерсоне-Силаре (1929) — певица (меццо-сопрано)
- Валентина Герасимовна Валевская (1905—1997) — актриса
- Леонарда Викторовна Дайне (1924) — певица (меццо-сопрано)
- Янис Оскарович Заберс (1935—1973) — певец (тенор)
- Карлис Карлович Зариньш (1930—2015) — певец (драматический тенор)
- Карл Карлович Изарт (1894—1965) — тромбонист[10]
- Инта Рейнхолдовна Каруле (1939) — балерина
- Арвидс Эдуардович Клишанс (1934) — валторнист[11]
- Янис Алексеевич Коциньш (1912—1998) — концертмейстер
- Дина Арвидовна Купле (1930—2010) — актриса
- Антра Арвидовна Лиедскалниня (1930—2000) — актриса
- Карлис Янович Лоренц (1921—1985) — актёр
- Алексей Алексеевич Михайлов (1927—1987) — актёр
- Вилхелмс Волдемарович Рушко (1922—1993) — артист оперетты
- Гунарс Алфредович Цилинскис (1931—1992) — актёр
- Артурс Бернхардович Экис (1933—2011) — артист балета
- Василий Гаврилович Яковлев (1913—1984) — актёр

### 1966
- Полина Ивановна Карповская (1923—2005) — актриса
- Анта Круминя (1934) — актриса
- Велта Владимировна Скурстене (1930—2022) — актриса
- Илга Алфонсовна Тикнусе (1930—2015) — певица
- Эрика Николаевна Типайне (1923—2022) — певица
- Аделаида Ивановна Яворская (1933—2003) — актриса

### 1967
- Инара Юльевна Абеле (1943) — артистка балета
- Гурий Владимирович Антипов (1935—1999) — певец (бас)
- Сергей Алексеевич Антоновский (1920—?)
- Рима Яновна Буле (1930) — пианистка-концертмейстер
- Марис Лаймонович Виллеруш (1936) — виолончелист
- Илзе Екабовна Граубиня (1941—2001) — пианистка и музыкальный педагог
- Хилда Робертовна Жигуре (1918—2022) — актриса
- Андрей Иванович Куделин (1922) — артист цирка, партерный акробат
- Елена Ивановна Куделина (1921) — артистка цирка, партерный акробат
- Эдгарс Янович Лиепиньш (1929—1995) — актёр
- Юрий Асланович Саркисов (1929)
- Петерис Петрович Сиполниекс (1913—1984) — органист
- Римма Гавриловна Солнцева (1930—2017) — актриса
- Татьяна Терентьевна Хитаришвили (1929—2016) — актриса кукольного театра

### 1968
- Михаил Николаевич Ишханов (1918—?)

### 1969
- Имантс Эрнестович Алдерманис (1930)
- Марта Гаджиевна Билалова (1941—1980)
- Харалдс Оскарович Бирзниекс (1929)
- Алфонс Андреевич Виркаус (1909 — ?)
- Неллия Яновна Далга (1918—1983)
- Робертс Робертович Зебергс (1933)
- Инга Калея (1923)
- Юрис Гербертович Леяскалнс (1935—2006) — актёр
- Эрикс Петрович Мурниекс (1921 - ?)
- Михаил Васильевич Никитин (1921—1979)
- Хелена Андреевна Романова (1929)
- Янис Янович Самаускис (1937)
- Аустра Михелевна Тауриня (1927)
- Эрика Юльевна Ферда (1914—1997) — актриса
- Маргарита Янсоне (1910—1974)

## 1970-е

### 1970
- Анатолий Вячеславович Васильев (1938)
- Рита Петровна Зелмане (1934)
- Раина Борисовна Праудина (1935)
- Элеонора Иоанновна Тестелец (1937)
- Силвия Фёдоровна Хейне (1937)
- Николай Васильевич Чин (1923)
- Яканс, Вайронис (1927—2008), актёр

### 1971
- Владимир Владимирович Боголюбов (1923—1995)
- Инара Робертовна Иевиня (1937)
- Екабс Индрикович Креслиньш (1927)
- Нина Яновна Леймане (1921—1999)
- Гунарс Карлович Плаценс (1927—2024)
- Скулме, Валентинс (1922—1989) — актёр
- Зигрида Язеповна Стунгуре (1928—2010) — актриса
- Ренате Карловна Штейнберга (1937—2019)
- Ольгертс Донатович Шустс (1927)

### 1973
- Эрикс Янович Бритиньш (1923—2010)
- Олга Петровна Дреге (1938) — актриса
- Элеонора Антоновна Дуда (1927—2007) — актриса
- Мара Карловна Земдега (1935) — актриса
- Незнамова, Нина Фатеевна (1943) — актриса
- Гиртс Александрович Яковлев (1940) — актёр

### 1974
- Степан Карпович Денисов (1941)
- Янис Юльевич Зариньш (1936—2000)
- Леонид Янович Лоцениекс (1926—2010)
- Эдгарс Янович Сукурс (1928—2009) — актёр

### 1975
- Луиза Александровна Андрушевица (1936)
- Геннадий Николаевич Горбанев (1950)
- Валдис Вилхельмович Зариньш (1942)
- Анатолий Маркович Савченко (1933—1998)
- Леонардс Станиславович Стродс (1937—2003)
- Зита Евгеньевна Дрейере (Эррс) (1952), балерина
- Евгений Иванович Юрьев (1938)

### 1976
- Глебова, Жанна Ивановна (1950) — певица (сопрано), актриса оперетты
- Иванычев, Евгений Иванович (1937) — актёр
- Аусма Викторовна Кантане (1941—2022) — актриса
- Янис Эдуардович Клишанс (1943) — трубач[11]
- Андрей Оскарович Крашаускис-Краузе (1942) кларнетист[6]
- Михаил Петрович Кублинскис (1939—2020)
- Марк Борисович Лебедев (1937)
- Андрис Александрович Мелнбардис (1946)
- Карлис Карлович Миесниекс (1938)
- Владимир Андреевич Никонов (1930—1988), гобоист[12]
- Солвейга Павловна Рая (1944)
- Лариса Васильевна Туисова (1948)
- Модрис Янович Церс (1946)

### 1977
- Маргарита Васильевна Вилцане[1] (1940) — эстрадная певица
- Улдис Теодорович Думпис (1943) — актёр
- Анда Карловна Зайце (1941) — актриса
- Элза Юрьевна Звиргдзиня (1927)

### 1978
- Доминик Язепович Вайводс (1937)
- Байба Волдемаровна Екшиня (1943)
- Валериан Владимирович Казимировский (1937)
- Астрида Юрьевна Кайриша (1941 - 2021) — актриса
- Лора Георгиевна Любченко (1950) — солистка балета Латвийской Национальной оперы
- Вилнис Микелевич Пелненс (1944 - 2006)
- Андрейс Андреевич Сенаколс (1939)
- Инта Петровна Спановска (1935)
- Юрис Эрнестович Стренга (1937) — актёр, режиссёр
- Вера Эмильевна Шнейдере (1929—2005)

### 1979
- Интс Янович Буранс (1941—2008) — актёр
- Людмила Ивановна Голубева (1927—2023) — актриса
- Родион Александрович Гордиенко (1935—2017) — актёр
- Виталий Станиславович Куташевский (1947)
- Вилнис Микилевич Пелнепс (р. 1944), гобоист[13]

## 1980-е

### 1980
- Галина Леонидовна Жукова (1927—?)
- Марк Иванович Ивлев (1939) — певец (тенор) и музыкальный педагог
- Владимир Еремеевич Окунь (1943)
- Леонора Петровна Ратниеце (1936)
- Александр Иванович Румянцев (1952)
- Гертруда Лабренцовна Яксоне (1924—?)

### 1981
- Лигита Теодоровна Земберга (1942)
- Виктор Алексеевич Лузянин (1928)
- Александр Донатович Майзукс (1928—2000)
- Гиртс Янович Паже (1947), кларнетист[14]
- Виктор Алексеевич Плют (1935—1997)
- Имантс Оскарович Скрастиньш (1941)
- Вилнис Фрицевич Страутиньш (1939), флейтист[15]

### 1982
- Николай Иванович Бочкун (1944) — певец оперетты
- Элга Волдемаровна Брахмане (1946) — певица (сопрано) оперы
- Рута Эвалдовна Винтуле (1944) — пианистка
- Астра Карловна Креслиня (1940) певица
- Нора Альфоновна Новик (1941—2009) — пианистка и музыкальный педагог
- Зигрида Отовна Рутиня (1931)
- Раффи Испирович Хараджанян (1944) — пианист, музыковед и музыкальный педагог

### 1983
- Лита Карловна Бейре (1952)
- Гунар Владиславович Каткевич (1946)
- Анатолий Яковлевич Кричевский (1929)
- Озолиня, Лилита Арвидовна (1947), актриса
- Тамара Афанасьевна Мусина (1939)
- Улдис Янович Пуцитис (1937−2000) — актёр
- Даце Яновна Скадиня (1941)

### 1984
- Ирина Викторовна Фёдорова (1941)

### 1985
- Айя Кукуле (р. 1956) — эстрадная певица

### 1986
- Лигита Девица (р.1940) — актриса

### 1987
- Берзиньш, Освальд (1924—1989) — актёр[16]
- Зандберг, Вальдемар (1927—1994) — актёр
- Лоренц, Виктор (1927—1992) — актёр

### 1988
- Леон Криванс (1938—2020) — актёр

### 1989
- Айвар Лейманис (1958) — солист балета
- Аквелина Ливмане (1951) — актриса